# Jean-Louis Vieillard-Baron
Pour les articles homonymes, voir Baron, Vieillard et Vieillard-Baron.
Jean-Louis Vieillard-Baron né à Paris le 19 avril 1944 est un professeur émérite de philosophie français de l'Université de Poitiers.
Intéressé très tôt par la philosophie de la religion, connu pour ses travaux sur l'idéalisme allemand (Novalis, Hölderlin, Hegel, Fichte), il a beaucoup contribué au renouveau des études sur Henri Bergson et sur Louis Lavelle. Membre de l'Académie catholique de France, il est actuellement chargé de cours à l'Institut catholique de Paris.

## Biographie
Ancien élève de l'École normale supérieure de Saint-Cloud (1965), agrégé de philosophie (1969) et docteur d’État (1976), Jean-Louis Vieillard-Baron a enseigné à l'université de Tours de 1973 à 1989 puis à l’université de Poitiers. Il est en 1991 directeur du Centre de recherche sur Hegel et Marx (CRDHM) devenu en 1997 Centre de recherche sur Hegel et l'idéalisme allemand (CRHIA).
Boursier de la Fondation Humboldt, il a effectué de nombreux séjours à l'université de Bochum (Hegel-Archiv) et il est membre du bureau de la Internationale Hegel-Vereinigung.
En tant que directeur du Centre de recherches sur Hegel et l'idéalisme allemand, il a toujours été soucieux du développement des relations internationales dans un cadre universitaire.
Plusieurs rencontres ont été déterminantes dans sa vie intellectuelle et personnelle : Louis Guillermit, Jacques Chevalier, Alexis Philonenko, Pierre Aubenque, Vladimir Jankélévitch, Xavier Tilliette, Claude Bruaire et Henry Corbin.
Il accepte aussi, en 1989, de créer et de présider l'Association Louis Lavelle, en vue de rééditer les œuvres de ce philosophe injustement méconnu, et de maintenir vivante sa pensée en la reliant au champ de la philosophie française du XXe siècle d'inspiration spiritualiste.
Jean-Louis Vieillard-Baron a été invité à enseigner dans les universités de Rome (La Sapienza), de Porto Alegre au Brésil, de Stuttgart ou encore de Toamasina à Madagascar.

## Récompense
- 2006 : prix Gegner de l’Académie des sciences morales et politiques pour son livre Hegel, Système et structures théologiques.

## Sélection de publications

### Livres personnels
- Le Temps. Platon, Hegel, Heidegger, Paris, Vrin, 1978.
- Platon et l'idéalisme allemand (1770-1830), Paris, Beauchesne, 1979.
- L'Illusion historique et l'espérance céleste, Paris, Berg International, 1981.
- Platonisme et interprétation de Platon à l'époque moderne, Paris, Vrin, 1988.
- Bergson, coll. « Que sais-je ? », PUF, 1991. Rééd. 1993 et 2007.
- Qu'est-ce que l'éducation ?, Paris, Vrin, 1994.
- Hegel et l'idéalisme allemand, Paris, Vrin, 1999.
- Bergson et le bergsonisme, Paris, A. Colin, 1999.
- La Philosophie française, Paris, A. Colin, 2000.
- La Religion et la cité, Presses universitaires de France, 2001. (2e éd. augmentée Paris, éditions du Félin, 2010)
- Henri Bergson (Bergson et l'éducation), Athènes, Atrapos, « Keimena Paideias », 2001.
- Hegel, penseur du politique, Paris, éditions du Félin, 2006.
- Hegel, Système et structures théologiques, Paris, Les éditions du Cerf, 2006.
- Permanence et fécondité de l'idéalisme allemand, avec Charles Kounkou, Paris, L'Harmattan, 2007.
- Le Problème du temps, huit études, Paris, Vrin, 2008. (2e éd. augmentée)
- Et in Arcadia ego : Poussin ou l'immortalité du Beau, Paris, Éditions Hermann, 2010.
- Le Secret de Bergson, Paris, éditions du Félin, 2013.
- L'idée de Dieu, l'idée de l'âme, « Les Dialogues des petits Platons », Les petits Platons, Paris, 2014.
- Le spiritualisme français, Paris, Les éditions du Cerf, 2021.

### Direction d’ouvrages et de collectifs
- Introduction à la philosophie de la religion, avec Francis Kaplan, Paris, Le Cerf, 1989.
- Ésotérisme, gnoses et imaginaire symbolique : Mélanges offerts à Antoine Faivre, (R. Caron, J. Godwin, W.J. Hanegraaf et J.-L. Vieillard-Baron), Louvain, 2001.
- Bergson, la vie et l'action, Paris, éditions du Félin, 2007.
- Dossier intitulé "Louis Lavelle", Laval théologique et philosophique, Québec, volume 69, numéro 1, février 2013.

### Éditions et traductions
- Georg Hegel, Leçons sur Platon (1825/26), édition du manuscrit de Griesheim, Paris, Aubier, 1976.
- Johann Gottlieb Fichte, Conférences sur la destination du savant, sous la direction de Paul Ricœur, Vrin, 1980.
- Georg Simmel, Philosophie de la modernité (t.I, La femme, la ville, l’individualisme) ; t.II, Esthétique et modernité, Conflit de la culture moderne, Testament philosophique, Paris, Payot, 1990.
- Georg Hegel, Principes de la philosophie du droit, Paris, Garnier-Flammarion, 1999.
- Louis Lavelle, L’erreur de Narcisse, introduction, La Table ronde, Paris, 2003.
- Id., Règles de la vie quotidienne de Louis Lavelle, introduction, Arfuyen, Orbey, avril 2004.
- Id., La philosophie française entre les deux guerres, introduction, Paris, L’Harmattan, 2009.